# Michel Palmer
Michel Palmer est un maître de cérémonies de cirque français. Il est Monsieur Loyal au Cirque d’Hiver de Paris depuis 2011,,,. En 2024, il a été décoré comme chevalier de l'ordre des Arts et des Lettres,.

## Parcours
Il a commencé sa carrière d'artiste de cirque au Cirque Rancy, dans les années 80. Pendant cette même période, il a également travaillé avec la troupe de clowns Les Barios.
Il a été, pendant plus de 20 ans, Monsieur Loyal au Cirque Arlette Gruss : de 1986 à 2007,,.
Depuis 2011, lorsqu'il a débuté comme Monsieur Loyal au Cirque d'Hiver Bouglione de Paris, il y joue chaque an pendant les cinq mois de la saison de cirque. Il est le successeur de Sergio dans ce rôle,,,,,.
Depuis 2015, il est le parrain de l'école de cirque Cirqu'Onflexe d'Amiens, sa ville de résidence,.
En 2017, il a présenté le spectacle suisse Place au Spectacle ! de Fred Serex. Depuis 2019, il présente aussi le Festival International de Cirque biennal de Bayeux, en Normandie,,. En 2023, il a été le maître de cérémonies du Festival International d'Artistes de Cirque à Saint-Paul-lès-Dax dans sa 22è édition,.

## Distinctions
- 2023 - Loyal d'Or d'honneur (prix du public au Festival International de Cirque de Bayeux)[18].
- 2024 - Chevalier des Arts et des Lettres[4],[5],[6].